# Független Kisgazda-, Földmunkás- és Polgári Párt
A Független Kisgazda-, Földmunkás- és Polgári Párt (ismertebb nevén Független Kisgazdapárt, rövidítve FKgP) programja szerint a gazdák, a mezőgazdasági alkalmazottak, és városi polgárok érdekeit képviselő jobboldali magyarországi párt volt.
A párt fennállása során részt vett a második világháború utáni magyar demokrácia és a 3. köztársaság megalapításában. A rendszerváltás után két ciklusban (1990–1994 és 1998–2002) vett részt a kormányzásban. 2002-ben kiesett a Parlamentből, 2014-ben pedig az Index már a kamupártok közt említette az FKgP-t, mivel kevesebb szavazatot kapott, mint ahány ajánlást gyűjtött. 2021-ben felszámolási eljárás indult a párt ellen.

## Története

### Előzmények

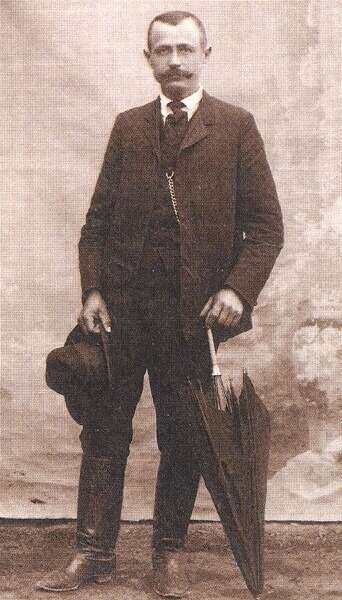
Nagyatádi Szabó István, a Kisgazdapárt alapjait lerakó későbbi földművelésügyi miniszter

A Független Kisgazdapárt alapjait Nagyatádi Szabó István tette le, aki 1908-ban alapította meg a Somogy megyei Kisgazdák Egyesületét, illetve a Magyarországi Kisbirtokosok Szövetségét majd később, 1909-ben pedig az Országos Függetlenségi és 48-as Gazdapártot. 1918-ban ez utóbbinak elnökévé választották. A Tanácsköztársaság bukása után, az 1920. január 25-26-ára kitűzött nemzetgyűlési választásokon Nagyatádi-Szabó István Országos Kisgazda- és Földműves Párt (röviden Gazdapárt) néven újraalakított pártja szerezte a legtöbb mandátumot, 51,4%-ot, és ezzel abszolút többséget szerzett a Nemzetgyűlésben. 1922-ben ez a párt egyesült a kormányzó Keresztény Nemzeti Egyesülés Pártjával (Bethlen István későbbi miniszterelnök és hívei) Keresztény-Keresztyén Földmíves-, Kisgazda- és Polgári Párt néven, amelynek ismertebb neve Egységes Párt. Ez lett Magyarország legerősebb pártja és elnöke névlegesen Nagyatádi volt, de őt később lemondatták, és nemsokára a korábbi Gazdapárt tagsága elvesztette saját arculatát és teljesen beleolvadt az Egységes Pártba.

### Új párt: Független Kisgazda-, Földmunkás- és Polgári Párt
A Bethlen politikáját már kevésbé illetve nem támogató kisgazdák egy új pártot kívántak létrehozni. 1930. október 12-én, Békésen megalakult a Független Kisgazda-, Földmunkás és Polgári Párt, melynek elnökévé Szijj Bálintot, alelnökévé Tildy Zoltánt , országos főtitkárrá pedig Nagy Ferencet választották. Ez év decemberében egyesültek az Agrárpárttal és így jött létre a Független Kisgazda-, Földmunkás- és Polgári Párt, melynek elnökévé gyulai Gaál Gasztont, az Agrárpárt elnökét választották. 1931-ben Horthy kormányzó feloszlatta az országgyűlést és választást tűzött ki, amelyen a párt 10 mandátumot szerzett. Gaál Gaszton halála után Eckhardt Tibor lett az elnök. A második világháború közeledtével Horthy és Teleki Pál miniszterelnök nyomására az USA-ba utazott, hogy kapcsolatokat építsen, de nem tért vissza. A másik kisgazda vezetőt, Bajcsy-Zsilinszky Endrét a nyilasok 1944. november 23-án illegális ellenállás-szervezés gyanújával letartóztatták, és december 24-én kivégezték. A párt megbízott, majd ügyvezető elnöke Eckhardt távozása után Tildy Zoltán lett. Miután a németek 1944. március 19-én megszállták az országot a belügyminiszter március 28-án feloszlatta a pártot.

### A szovjetizálódó Magyarországon
Az 1945-ös választásokat a Független Kisgazdapárt nyerte méghozzá elsöprő többséggel a szavazatok 57,03%-ának megszerzésével. A hatalmas győzelem ellenére önálló kormányuk nem lehetett: koalícióra kellett lépniük a Vorosilov marsall vezette Szövetséges Ellenőrző Bizottság, azaz a hazánkban tartózkodó szovjet csapatok bizalmát élvező és Rákosi Mátyás vezette Magyar Kommunista Párttal, valamint a Szociáldemokrata Párttal és Nemzeti Parasztpárttal. A miniszterelnök Tildy lett, de a stratégiai fontosságú tárcákat, így a belügyi- és a pénzügyi tárcát moszkvai nyomásra a kommunisták kapták meg. 1946. február 1-jén kikiáltották a II. Magyar Köztársaságot, amelynek első elnöke Tildy Zoltán lett. A miniszterelnöki posztot a szintén kisgazda Nagy Ferenc kapta meg, aki új kormányt alakított.
Az MKP nyomására a Kisgazdapártnak 1946. március 12-én ki kellett zárnia 20 nemzetgyűlési képviselőjét a pártból, akik Sulyok Dezső vezetésével, Magyar Szabadság Párt néven új pártot alapítottak. 1947. február 25-én államellenes összeesküvés vádjával letartóztatták és mentelmi jogának felfüggesztése valamint bírósági ítélet nélkül a szovjet Gulagra hurcolták Kovács Bélát, az FKgP főtitkárát. Ezt követően márciusban Pfeiffer Zoltán és 50 képviselőtársa kényszerült kilépni az FKgP-ből, majd egy csoportjuk megalapította a Magyar Függetlenségi Pártot.
Május 30-án a Svájcban tartózkodó Nagy Ferencet Rákosi Mátyás fenyegetéssel lemondatta. Utána jóval önállótlanabb, és a kommunistákkal való megegyezésre jobban hajló kisgazda politikus: Dinnyés Lajos lett a miniszterelnök. Tildy próbálta megtalálni a közös nevezőt pártja és a kommunisták között, de nem sikerült. Júniusban Varga Béla, a nemzetgyűlés kisgazdapárti elnöke is nyugatra távozott. 1947. augusztus 31-ére előrehozott választásokat írattak ki, amelyen a Baloldali Blokk az ún. „kékcédulákkal”, illetve a választásokat követően a Választási Bíróságra gyakorolt nyomásgyakorlással a '45-ösnél jobb eredményeket ért el.
Tildyt 1948 júniusában lemondatták, és innen felgyorsult az FKgP teljes hatástalanítása az ún. „szalámitaktikával”, amelynek az lett volna a lényege, hogy a pártot nem egyszerre verik szét, hanem fokozatosan a befolyásosabb politikusok eltávolításával, vagy fenyegetésekkel, zsarolásokkal elérve azt, hogy magukhoz állíttatták őket. Az 1947-es választásokon a párt csak 68 mandátumot szerzett. Júniustól már Dobi István volt a Független Kisgazdapárt elnöke, akiről tudta mindenki hogy erősen kommunistabarát. 1948. április 16-ától december 10-éig földművelésügyi miniszter, 1948. december 10-étől 1952. augusztus 14-éig miniszterelnök, majd 1967-ig az Elnöki Tanács elnöke volt. Az 1949-es választásokon a legtöbb párt a Magyar Függetlenségi Népfrontban (továbbiakban MFN) indult. Kevés sikerrel, mert az MKP és az SZDP egyesüléséből létrejött MDP 285 mandátumot szerzett a többiek 117-et. A MFN-ben névlegesen a kisgazdákat Dobi képviselte, de a Rákosi-korszak alatt az FKgP nem működhetett.

### Az '56-os FKgP
Az 1956-os forradalom és szabadságharc kitörésekor indult meg az FKgP újraszervezése. Neves kisgazda politikusok, Tildy Zoltán és Kovács Béla helyet kaptak második Nagy Imre-kormányban. A rövidéletű harmadik Nagy Imre-kormányba bekerült a szintén kisgazda B. Szabó István is. Az 1956-os októberi forradalom megint felcsillantotta egy független és semleges Magyarország reményét, amely a Kisgazdapártnak is legfőbb célja volt. Lapjuk a Kis Újság volt, amelyet ekkor Klamár Gyula szerkesztett.

### A Kádár-rendszerbeli és a rendszerváltó Kisgazdapárt
A Kádár-korszakban több kisgazda vezető is találkozott a Hazafias Népfront székházában, az V. kerületi Belgrád-rakpart 24-ben. Amikor már érezhető volt a rendszerváltás szelének közeledte Magyarországon is, a székházban találkozó kisgazdák Pártay Tivadarral együtt kezdték meg az újjászervezést 1988-ban.
1988. november 18-án a Pilvax-kávéházban újjáalakult a Független Kisgazda- Földmunkás- és Polgári Párt, amelynek Pártay Tivadar lett az elnöke. 1989. március 19-én a Jurta Színházban megválasztottak egy 25 fős intézőbizottságot és az országos nagyválasztmányt is létrehozták. Június elején ismét egy választmányi ülést tartottak ezúttal Érden. Itt lemondott Pártay Tivadar. Helyébe az addig a 25 tagú intézőbizottság elnöke, Vörös Vince lépett.

### A rendszerváltás után az ezredfordulóig
Az 1990-es választásokon az FKgP 44 képviselővel jutott be az Országgyűlésbe és a választásokat megnyerő MDF-fel, valamint a KDNP-vel koalíciós kormányt alakított. Az FKgP kapta a földművelésügyi és a munkaügyi tárcát. Az országgyűlési frakció vezetője Torgyán József lett. Később megválasztották Nagy Ferenc Józsefet elnökké és Torgyánt társelnökké, majd később az elnök is Torgyán lett. 1991. november 15-én kettészakadt az FKgP parlamenti frakciója: a frakció nagyobbik fele (a 33-ak), Pásztor Gyula vezetésével, továbbra is a koalíciót támogatta, míg a kisebbik része (a 12-ek), Torgyán József pártelnök vezetésével, különvált. Torgyán 1992. február 21-én bejelentette, hogy a párt kilép a frakcióból, arra hivatkozva, hogy Antall József nem teljesíti a rendszerváltáshoz szükséges intézkedéseket. Február 24-én az addigi 12-ek két tagja átült a 33-akhoz (a sajtóban ezek után 35-ök illetve 10-ek néven emlegették a frakció két részét), és a Torgyán vezette csoport ellenzékbe vonult.
1994-ben a párt csak 26 képviselőt delegálhatott a Parlamentbe, és ellenzékbe szorult. Torgyán energikus fellépése a kárpótlási jeggyel és a földekre kitett licittel szemben igencsak megosztotta a pártot. A párt háromnegyede elfogadhatónak tartotta ezeket a jogszabályokat, de a párt befolyásosabb politikusai a kisebbséget vezető Torgyánnál maradtak. Azonban az FKgP már nem rendelkezett a frakcióalakításhoz szükséges 10 mandátummal, de ez nem jelentett problémát hiszen csatlakoztak a Szabadságpártból is, és csatlakozott még G. Nagyné Maczó Ágnes is, aki az MDF-ből lépett ki, és akit a párt alelnökévé választottak. A Torgyán felesége által vezetett Magyar Jövő Pártja sem indult az 1994-es választásokon, hanem az FKgP-t támogatta.

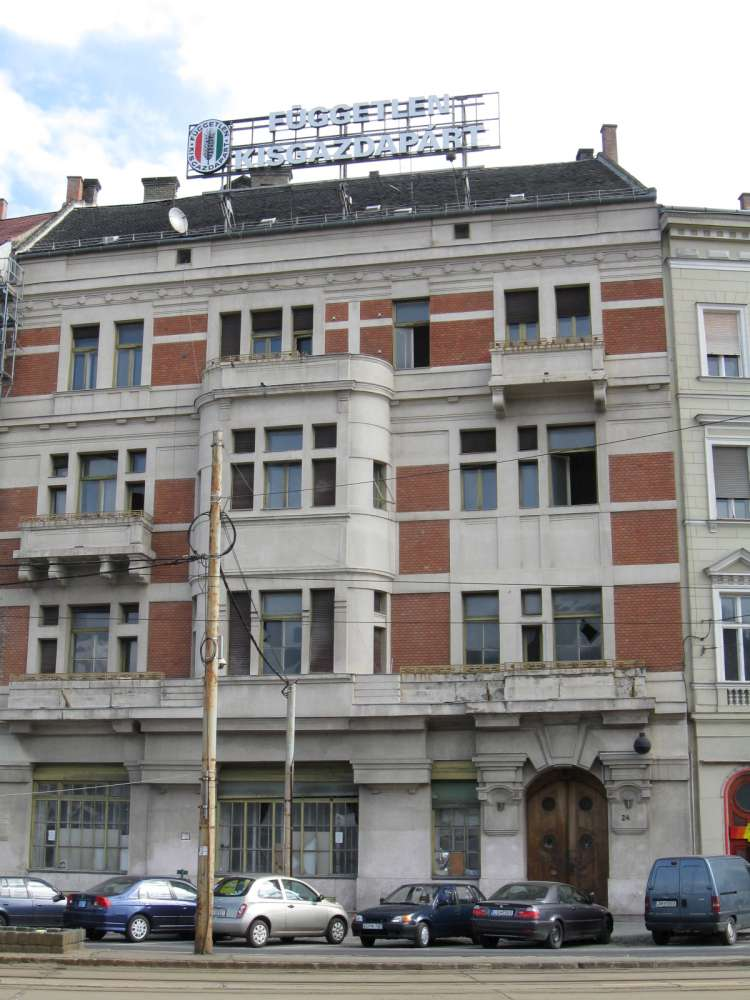
A Független Kisgazdapárt egykori székháza (Budapest, 5. ker., Belgrád rakpart 24.)

1998-ban került be a párt utoljára a Parlamentbe – napjainkig –, 48 képviselővel és ismét kormányra került az MDF-fel és a választásokat nyerő Fidesszel. A kisgazdák 4 tárcát kaptak. 1998-ban az FKgP 82 jelöltjének a visszalépése döntő tény volt a Fidesz választási győzelmében. Torgyán József földművelési és vidékfejlesztési miniszter lett, s a párt megkapta a honvédelmi-, a környezetvédelmi tárcát és egy tárca nélküli miniszteri bársonyszéket. A koalíciós szerződés értelmében a köztársasági elnök személyére az FKgP tesz majd javaslatot. 2000-ben a párt Mádl Ferencet jelölte ki a tisztség betöltésére.
A kisgazda miniszterek munkáját látványos botrányok kísérték (családtagok kinevezése, utazások, Torgyán József FTC-elnöksége, agrártámogatási pénzek felhasználása, pazarlás), melyek megingatták mind a párt tekintélyét, mind Torgyán pozícióját, akit a kisgazda nagygyűlés 2000 májusában még hűségnyilatkozatokkal kértek fel köztársasági elnöknek (amit Torgyán elutasított), egyben az FKgP alapszabályát úgy változtatták meg, hogy Torgyán szinte elmozdíthatatlan legyen az elnöki székből.
A 2000 őszén induló, Torgyán József elnevezésével: "lejáratási kampány" (Székely-ügy, Torgyán-villa), majd a december végi gödi gyűlés határozatai (párt vidéki szárnyának erősítése) után 2001 elején az FKgP frakció egy része szembefordult Torgyánnal. Lányi Zsolt és Pokol Béla is lemondott a frakcióelnök-helyettesi tisztségéről, majd megalakult a frakción belüli polgári platform (Bánk Attila, Pokol Béla, Turi-Kovács Béla, Boros Imre, Horváth Béla, Várhelyi András). Maga Torgyán József is lemondani kényszerült miniszteri pozíciójából, ahova utódjául nem sikerült elfogadtatnia jelöltjét, Gyimóthy Gézát. Ezt követően kizárások és tagfelfüggesztések követték egymást, Torgyánnak a frakcióelnökséget sem sikerült visszaszereznie, jelöltje Szentgyörgyvölgyi Péter pedig nemsokára szintén a "lázadókhoz" csatlakozott. A tragikomédia csúcsa az ugyanazon a napon, két helyszínen megtartott májusi nagygyűlés volt. Cegléden – botrányos körülmények között megtartott gyűlésen – Torgyán Józsefet ismét megerősítették elnöki pozíciójában és rehabilitálták a korábban kizárt G. Nagyné Maczó Ágnest is. Az ellentábor Budapesten Lányi Zsoltot választotta meg pártelnöknek, ám bejegyzését a Fővárosi Bíróság elutasította.
2001 nyarán több kisgazda szervezet alakult az FKgP ellen, eleinte egyesületi formában: Reform Polgári Egyesület (Lányi Zsolt), Független Kisgazdák Demokratikus Szövetsége (Szabó János, Turi-Kovács Béla). Augusztusban a kiváró Lányit megelőzve a volt budapesti elnök, Liebmann Katalin létrehozta a Reform Kisgazdapártot, mely az ősz folyamán a Cseh Sándor vezette, 1999-ig a MIÉP-pel kapcsolatban álló Kisgazda Szövetséghez közeledett, a választásokon azonban külön indultak. Lányi Zsolt a visszavonulás mellett határozott. Az Orbán Viktort támogató 14 kisgazda, élükön Túri-Kovács Bélával – az MKDSZ mintájára – megalakította a Kisgazda Polgári Egyesületet, így a Fidesz színeiben indulhattak a választáson. Az utolsó botrány 2002 februárjában tört ki, ugyanis a párt – bár visszavásárlási joggal – eladta Belgrád rakparti székházát Szeremlei Huba vállalkozónak. Az országos listán Torgyán József elnök, Gyimóthy Géza főtitkár, G. Nagyné Maczó Ágnes alelnök, Gidai Erzsébet közgazdászprofesszor (2002-ig MIÉP képviselő) és Béres Béla alelnök állt az első öt helyen. A budapesti lista élén Korényi Attiláné budapesti elnök, országos főtitkárhelyettes állt. Az FKgP 2002-ben már nem jutott be a Parlamentbe, 0,75% (I. forduló) illetve 0,02%-kal (II. forduló) kiesett onnan.

### A 21. században
2002. május 3-án a párt Országos Nagyválasztmánya leváltotta az addigi vezetést, és Réti Miklóst választotta meg elnöknek. Az új elnökség ideiglenesen, egy évre kapott mandátumot, és azt a feladatot kapta a küldöttektől, hogy végezze el a párt alapszervezeteinek és megyei szervezeteinek tisztújítását. Az FKgP-t a Fővárosi Bíróság tartja nyilván. Réti Miklós, mint új elnök, kezdeményezte ezen a Bíróságon, hogy töröljék a párt főügyészét, Torgyán Józsefet és helyére jegyezzék be őt. A Fővárosi Bíróság ezt először elutasította, de a fellebbezés után a Fővárosi Ítélőtábla elrendelte azt 2002 októberétől. Eddigre a Torgyán vezette elnökség elköltötte a párt összes pénzét (százmilliós nagyságrendben), és több mint 200 millió forint adósságot hagyott az új vezetésre. A pártnak egy pár kisebb értékű ingatlanán kívül a Budapest V. kerületében található országos székháza képviselt jelentős vagyont kb. 1 milliárd forint értékben. A székházra a Torgyán-féle vezetés kötött adásvételi szerződést Szeremley Huba vállalkozóval, azzal a feltétellel: ha az FKgP visszafizeti adósságát, az adásvétel tárgytalan. 2003. január végére a megyékben megtörténtek a tisztújítások, illetve ahol még nem, ott februárra lezajlottak a még megmaradt teendők, tehát az új elnökség elvégezte feladatát, ezért 2003. január 31-én az országos vezetőség döntése alapján Réti Miklós elnök 2003. március 1-jére újra összehívta a párt országos tisztújító nagyválasztmányát. Fontos tény, hogy a párt alapszabálya kimondja, hogy csak az országgyűlési választásokat követő 30 napon belül lehet országos tisztújító Nagyválasztmányt tartani; a 2003. május 3-ai országos Nagygyűlés, egy kivételt képezett az alapszabályba, vagyis 2003 májusáig az újjáválasztott megyei küldöttek válasszák meg a párt végleges elnökségét. Világossá vált, hogy a párt adósságait csak az országos székház eladásával, illetve egy új és kisebb székházra cserélésével lehet rendezni. A székház eladásának mikéntjén Réti Miklós elnök, Hegedűs Péter főtitkár, és Deák József ügyvezető alelnök nézeteltérésbe keveredett. Emiatt Deák 2003 februárjában ismét országos tisztújító nagyválasztmányra hívta össze saját híveit.
2003. március 1-jén az országos nagyválasztmány ismét országos elnöknek választotta Réti Miklóst, Zsikla Győzőt pedig újonnan országos főtitkárnak. Néhány hónap alatt sikerült a pártot anyagilag stabilizálniuk, mert egy debreceni ingatlan eladásából, illetve az országos székház egy részének bérbeadásából bevételhez jutottak. Az országos székház adásvétele és az azt terhelő adósság ügyében pert indított az új vezetőség. Az FKgP több országos rendezvényt is szervezett és finanszírozott, újra kezdett szerepelni a hírekben, a közvélemény kutatások már-már mérhető támogatottságot jeleztek a pártnak; tehát az FKgP ismét fejlődés útjára lépett.
2003. július 9-én a Fővárosi Ítélőtábla az 1.Kny.52.224/2003/3. számú végzésében úgy döntött, hogy a 2003. február 16-án saját támogatói által megválasztott Deák József az elnök. Zsikla Győző indított egy polgári peres eljárást. A Fővárosi Bíróság a 8. P. 22.537/2003/19. számú ítéletével, majd fellebbezés után a Fővárosi Ítélőtábla a 4.Pf.21.244/2004/20. számú, 2005. január 18-ai jogerős ítéletével kihirdette, hogy Deák József törvénytelenül lett az FKgP elnöke. De ekkor már Kovács István József volt a párt országos elnökének bejegyezve. Az új elnök Szolnokra elhívta az ismerőseit – hasonlóan Deák Józsefhez –, akik megerősítették őt az elnöki pozícióban. A Bíróság ezúttal sem vizsgálta az gyűlés törvényességét, sőt, azt sem, amit kötelessége lett volna vizsgálni, mégpedig hogy a párt alapszabálya szerint jogszerű-e a beadvány, hiszen ekkor már a párt alapszabálya szerint nem lehetett volna tisztújító nagyválasztmányt tartani, hiszen már véget ért az egyéves kivétel, ezért újra az lett a szabályos, hogy csak az országgyűlési választásokat követő harminc napon belüli időszakban lehet tisztújító gyűlést tartani. E helyzetben is volt, aki megindított egy polgári peres eljárást, amely ki is mondta a törvénytelenséget, de ismét eltelt egy év.
2005. október 5-ei végzésével a Legfelsőbb Bíróság úgy határozott, hogy Hegedűs Péter a párt új elnöke. Ez a végzés a legfurcsább az eddigi végzések közül. Hegedűs, mint leváltott országos főtitkár egy – a párt alapszabálya által ismeretlen testületet – úgynevezett „kisgazda tanácsot” alakított. Ez a testület összehívta a párt nagygyűlését, amely úgy módosította az alapszabályt, hogy össze lehessen hívni a tisztújító nagyválasztmányt az országgyűlési választások után eltelt 30 napos időszakon túl is. A Fővárosi Bíróság elfogadta az alapszabály-módosítást, és az új pártelnök megválasztását, viszont a Fővárosi Ítélőtábla elutasította mindkettőt. Az Ítélőtábla végzése ezúttal kimondta, hogy Hegedűs nem volt jogosult alapszabály módosításra, hiszen ekkor már semmilyen szerepe nem volt a pártban. Ha pedig a régi alapszabály az lett érvényes, akkor az országgyűlési választások előtt nem lehet meg a tisztújítás, vagyis új elnök sem. Erre jött a Legfelsőbb Bíróság említett Kfv.IV. 37.234/2005/7. számú végzése, amely azt határozta, hogy az alapszabály módosítás nem érvényes, de az új elnök, Hegedűs Péter igen. A párt adóssága a "törvénytelen" elnökök vezetése alatt, már megközelítette a 400 millió forintot. Az alapszabály által megadott időben, azaz az országgyűlési választásokat követő harminc napon belül tartott nagyválasztmány Zsiklát választotta a párt új elnökének. A Fővárosi Bíróság küldött egy végzést, hogy addig nem bírálja el Zsikla beadványát, amíg a Szentirmai kontra Hegedűs ügy jogerősen véget nem ér.
A 2006-os magyarországi országgyűlési választáson számos kisgazda a MIÉP – Jobbik a Harmadik Út pártszövetségben indult és néhány körzetben a szavazatok száma majdnem meghaladta a szövetség által listán elért 2%-ának a kétszeresét. A Parlamentbe ugyan nem jutottak be, de az Országgyűlésen kívüli pártok között a Harmadik út szövetség a legjobb eredményt érte el. Az FKgP "maradéka" önállóan indult és körülbelül ugyanakkora támogatottságot szerzett az első fordulóban, mint 2002-es választások második fordulójában (0,02%).

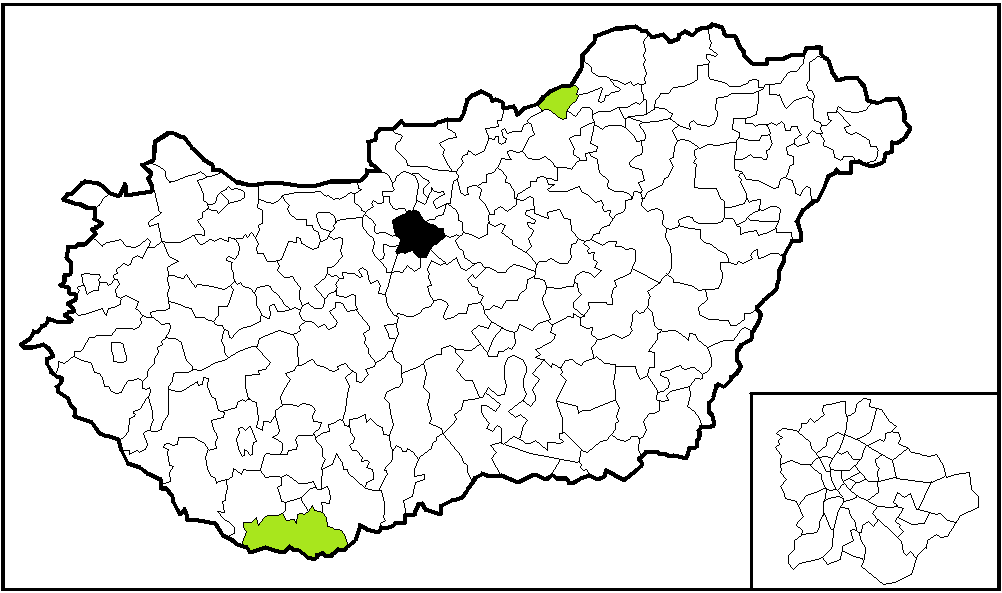
Egyéni jelöltek 2010-ben

A 2010-es magyarországi országgyűlési választáson a párt két egyéni választókörzetben tudott csak jelöltet állítani. Jogi értelemben vett csak részt, mivel "egyetlen fillér nélkül indult".
2010 nyarán robbant ki egy újabb botrány a párt Belgrád rakparti székháza kapcsán.
A 2014-es magyarországi országgyűlési választásokon 50 egyéni jelöltet és országos listát is állított a párt, de mandátumot ezúttal sem sikerült szerezniük.
2017. január 22-én meghalt Torgyán József, a párt egykori elnöke és rendszerváltás utáni időszakának meghatározó politikusa, aki 2002 után lényegében visszavonult a közélettől. 2017 szeptemberében nyilvánosságra került, hogy a párt felszámolási eljárás alatt áll.
A párt a 2018-as országgyűlési választáson nem indult.
2019 februárjában Toroczkai László és Hajdara Roland, az FKgP aktuális elnöke megállapodást kötött a Mi Hazánk Mozgalom és a Független Kisgazdapárt között.
2020 óta ismét Balogh Károly a párt elnöke, aki Hajdara előtt, 2017–2018 között már volt elnök.
2021. július 1. óta az FKgP ismét felszámolás alatt áll.
2023 októberében bejelentették, hogy a párt a Jobbik – Konzervatívokkal (ahogy akkor hívták) politikai szövetségre lép a 2024-es európai parlamenti választásra. A választáson a Jobbik színeiben indult 16 jelölt egyike sem tudott mandátumot szerezni. 2025 júniusában még aktív pártként volt nyilvántartva.

## Szervezeti felépítése

### Elnökei
- 1930-1930: Szijj Bálint
- 1930-1932: Gaál Gaszton
- 1932-1940: Eckhardt Tibor
- 1940-1947 Tildy Zoltán
- 1947-től ... Dobi István
- 1988-1989: Pártay Tivadar
- 1989-1990: Vörös Vince
- 1990-1991: Nagy Ferenc József
- 1991-2002: Torgyán József
- 2002-2005: Réti Miklós
- 2005-2017: Hegedűs Péter
- 2017-2018: Balogh Károly
- 2018-2020: Hajdara Roland
- 2020 óta: Balogh Károly

## Választási eredményei

### 1931 és 1947 között
| Választás | Szavazatok száma | Szavazatok aránya | Mandátumok száma | Mandátumok aránya | Parlamenti szerepe |
| --------- | ---------------- | ----------------- | ---------------- | ----------------- | ------------------ |
| 1931-es   | 173 477          | 11,48%            | 10               | 4,08%             | ellenzék           |
| 1935-ös   | 387 351          | 19,62%            | 22               | 8,98%             | ellenzék           |
| 1939-es   | 569 054          | 30,83%            | 14               | 5,38%             | ellenzék           |
| 1945-ös   | 2 697 262        | 57,03%            | 245              | 59,90%            | kormánypárt        |
| 1947-es   | 766 000          | 15,34%            | 68               | 16,55%            | kormánypárt        |

### A rendszerváltás után
| Választás | Szavazatok száma (I. forduló) | Szavazatok aránya (I. forduló) | Szavazatok száma (II. forduló) | Szavazatok aránya (II. forduló) | Mandátumok száma | Mandátumok aránya | Parlamenti szerepe                            |
| --------- | ----------------------------- | ------------------------------ | ------------------------------ | ------------------------------- | ---------------- | ----------------- | --------------------------------------------- |
| 1990-es   | 576 256                       | 11,74%                         | 355 112                        | 10,42%                          | 44 / 386         | 11,40%            | kormánypárt A párt 10 tagja 1991-től ellenzék |
| 1994-es   | 425 482                       | 7,82%                          | 253 283                        | 5,91%                           | 26 / 386         | 6,74%             | ellenzék                                      |
| 1998-as   | 617 740                       | 13,78%                         | 52 714                         | 1,09%                           | 48 / 386         | 12,44%            | kormánypárt                                   |
| 2002-es   | 42 338                        | 0,75%                          | 692                            | 0,02%                           | 0 / 386          | —                 | nem jutott be                                 |
| 2006-os   | 119 007*                      | 2,20%*                         | 231*                           | 0,01%*                          | 0 / 386          | —                 | nem jutott be                                 |
| 2010-es   | 381                           | 0,003%                         | —                              | —                               | 0 / 386          | —                 | nem jutott be                                 |
| 2014-es   | 7 426                         | 0,16%                          | —                              | —                               | 0 / 199          | —                 | nem jutott be                                 |
| 2018-as   | —                             | —                              | —                              | —                               | —                | —                 | nem indult                                    |

*A MIÉP – Jobbik a Harmadik Út pártszövetség eredményei, amelyben az FKgP tagok nagy része indult

## Az FKgP-ből kivált szervezetek
- Nemzeti Kisgazda-, Iparos- és Munkáspárt (NKIMP) (1938.[14])
- Keresztény Nemzeti Szocialista Front (KNSZF) (1938.[15])
- Magyar Szabadság Párt (1946.[16])
- Nemzeti Kisgazda- és Polgári Párt (NKGP) (1989. december[17])
- Történelmi Független Kisgazdapárt (TKGP) (1992. november[17])
- Demokrata Párt (DP) (1993. február[18])
- Konzervatív Párt, Gazdák és Polgárok Szövetsége (KOP) (1993. szeptember[18])
- Magyar Jövő Pártja (1993. október[19])
- Egyesült Kisgazdapárt (EKGP) (1993. november[18])
- Kiegyezés Független Kisgazda-, Földműves- és Polgári Párt (KFKGP) (1993. november 19.[18])
- Új Szövetség Magyarországért (ÚSZM) (1997. december[17])
- 1930–2000 Kisgazdapárt (2000[20])
- Reform Kisgazdapárt (RKGP) (2001.[19])
- Reform Polgári Egyesület (2001.[19])
- Kisgazda Polgári Egyesület (KPE) (2001.[19])
- Független Kisgazdák Demokratikus Szövetsége (FKDSZ) (2001. május 24.[21])
- Kisgazdapárt a Kisgazda Szövetség Pártja (KGP) (2002)